# Pietro Gaspari
Pietro Gaspari (Venezia, 1720 – Venezia, 1785) è stato un pittore e scenografo italiano.

## Biografia
Proviene da una famiglia che nel corso dei secoli si è occupata di arte, soprattutto di architettura e scenografia.
Fu proprio il padre Francesco Antonio Gaspari ad istruirlo e formarlo alla scenografia.
Per approfondire e migliorare le sue conoscenze e abilità, Gaspari, assieme al fratello Giovanni Paolo, si trasferì in Baviera, a Monaco, dove risiedette per un lungo periodo e realizzò grandi decorazioni per il Teatro reale di Monaco.
Rientrato in patria intorno al 1760, si iscrisse alla fraglia pittorica e nel 1775 venne accolto all'Accademia veneziana, grazie all'esposizione della Prospettiva architettonica, conservata ancora ai giorni nostri.
Una volta divenuto accademico, la sua fama si espanse al punto da realizzare 14 stampe caratterizzate da scene ispirate ai gusti dell'età classica. Questi lavori furono commissionati dal principe elettore di Baviera.
Divenne noto per le vedute nelle incisioni e nei dipinti. Alcuni di loro ricordano un Piranesi più sterile e finemente dettagliato.
Tra le sue opere si può menzionare Rose, tulipani, gigli e altri fiori in un vaso di terracotta su un davanzale di pietra (Old Master di Bonhams Knightsbridge), oltre che l'acquaforte Serenissimo Carolo Theodoro Comiti Palatino Rheni Tabulas Hasce Aedificandi Rationem, ispirata ai soggiorni in Francia, Italia e Germania di Gaspari. Le stampe di grandi dimensioni sono notevoli per l'integrazione di vari elementi dall'Egitto al Barocco, attraverso il gotico, mostrando l'influenza di Piranesi.
Le tendenze artistiche di Gaspari furono influenzate da Battaglioli, da Moretti e da Visentini.

## Opere principali
- Capriccio con rovine classiche, medievali e rinascimentali, olio su tela;
- Templum et Platea ad barbarae..., acquaforte;
- Architettura con la statua della dea Roma, acquaforte;
- Capriccio architettonico con figure, olio su tela;
- Piazza San Marco am Himmelfahrtsfest, acquaforte;
- Vue de port imaginaire, olio su tela;
- Mutiplices adscensus useque...thermarum reliquiae, acquaforte;
- Serenissimo Carolo Theodoro Comiti Palatino Rheni Tabulas Hasce Aedificandi Rationem, acquaforte.